# 西庇阿鎮區 (密歇根州)
西庇阿鎮區（英語：Scipio Township）是位於美國密歇根州希爾斯代爾縣的一個行政鎮區。

## 地方資料
西庇阿鎮區的面積為76.28平方千米，當中陸地面積為75.65平方千米，而水域面積為0.62平方千米。根據2020年美國人口普查的數據，當地共有人口1845人，而人口密度為每平方千米24.19人。